# Кошечкин, Василий Владимирович
Васи́лий Влади́мирович Ко́шечкин (род. 27 марта 1983, Тольятти, Куйбышевская область) — российский хоккеист, вратарь. Заслуженный мастер спорта России (2010), олимпийский чемпион (2018), чемпион мира (2009). Лидирует среди всех вратарей в истории КХЛ по победам (292) и сыгранным матчам (611).

## Карьера

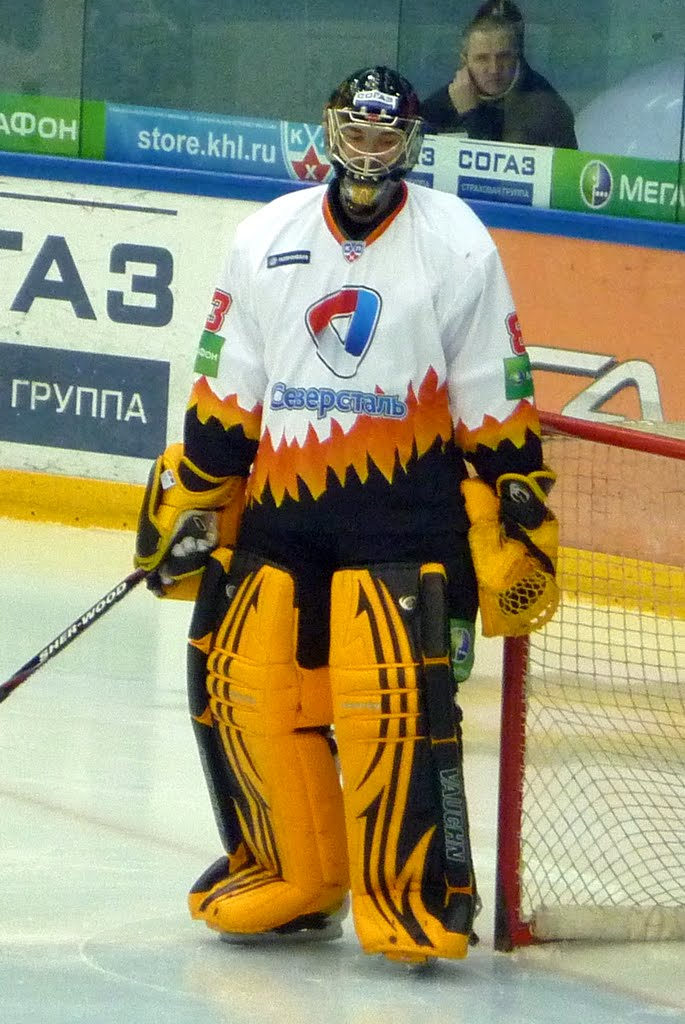
Кошечкин в 2010 году в составе «Северстали»

Воспитанник СДЮШОР хоккейного клуба «Лада». Первым тренером был заслуженный тренер России Николай Николаев. Профессиональную карьеру начал в 2002 году в составе клуба Высшей лиги кирово-чепецкой «Олимпии». В том же сезоне выступал и в составе альметьевского «Нефтяника». На драфте НХЛ 2002 года был выбран в 8 раунде под общим 233 номером клубом «Тампа-Бэй Лайтнинг».
В 2003 году дебютировал в Суперлиге в составе родной «Лады», где выступал до 2007 года, дважды став призёром российских первенств. Сезон 2007/08 провёл в казанском «Ак Барсе», после чего вновь вернулся в Тольятти. В середине сезона 2009/10 стал игроком магнитогорского «Металлурга». 30 июня 2010 года подписал контракт с череповецкой «Северсталью», в составе которой в сезоне 2010/11 провёл 38 матчей с коэффициентом надёжности 2,81. Был признан лучшим игроком «Северстали» по версии болельщиков череповецкого клуба, набрав 29,92 % голосов. 19 мая 2011 года продлил соглашение со «сталеварами» ещё на 2 года.
1 мая 2013 года вернулся в «Металлург». 19 марта 2019 года вратарь заключил новый контракт с этим клубом; соглашение рассчитано на 2 года. 27 марта 2023 года, в день своего 40-летия, объявил о завершении карьеры игрока.
В 2024 году стал тренером вратарей в Металлурге.

### В сборной
В составе сборной России Василий Кошечкин принимал участие в шести чемпионатах мира: (2007, 2009, 2010, 2011, 2013 и 2018). Обладатель полного комплекта медалей мировых первенств. Призывался в состав сборной для участия в матчах Еврохоккейтура. На российском этапе Еврохоккейтура 2017 провёл две игры из трёх, одержал вместе с командой две победы, отразив 60 бросков из 61.
В феврале 2018 года был вызван в сборную России для участия в Олимпийских играх в Пхёнчхане, где стал основным вратарём. На турнире провёл все 6 матчей (в двух отыграв на «ноль»), с коэффициентом надёжности 1,38 и процентом отражённых бросков 93,65. Второй вратарь Илья Сорокин сыграл только один период против Словении, выйдя вместо Кошечкина при счёте 6:1 в пользу России. Завоевав вместе с командой золотые олимпийские медали, Кошечкин вошёл в символическую сборную турнира, вместе с россиянами Вячеславом Войновым, Ильёй Ковальчуком и Павлом Дацюком.
Был вызван в команду первым номером для участия в чемпионате мира 2018 года. В первой же игре против сборной Франции оформил сухой матч, отразив 10 из 10 бросков в створ ворот. Также не пропустил ни одной шайбы в игре против Австрии, в которой был заменён на 22-летнего Игоря Шестёркина перед третьим периодом при счёте 6:0. Также играл в матчах против Чехии (3:4 ОТ) и Швеции (1:3). В четвертьфинале против Канады, в котором россияне проиграли в овертайме, ворота защищал Шестёркин.

## Личная жизнь
Супруга Ирина Кожина — бывший главный редактор журнала «Дорогое удовольствие Тольятти». У пары трое детей: сын — Максим Майоров (род. 2004) — тоже хоккеист, вратарь, играет в системе клуба «Локомотив» и двойняшки Лиза и Никита (род. 2012).

## Достижения

### В клубах
- Бронзовый призёр чемпионата России: 2003/04
- Серебряный призёр чемпионата России: 2004/05
- Обладатель Континентального кубка: 2006[англ.], 2008
- Обладатель Кубка Гагарина: 2014, 2016
- Финалист Кубка Гагарина: 2017, 2022
- Самый ценный игрок финала Кубка Гагарина: 2017
- Лучший вратарь финала Кубка Гагарина: 2022
- Лучший вратарь КХЛ: 2014, 2017
- Обладатель приза «За верность хоккею» имени Сергея Гимаева (2023 г.)[17]

### В сборной
- Олимпийский чемпион 2018
- Чемпион мира: 2009
- Серебряный призёр чемпионата мира: 2010
- Бронзовый призёр чемпионата мира: 2007
- Обладатель Кубка Германии: 2017

## Награды и звания
- Орден Дружбы (27 февраля 2018) — за высокие спортивные достижения на XXIII Олимпийских зимних играх 2018 года в городе Пхенчхане (Республика Корея), проявленные волю к победе, стойкость и целеустремленность[18]
- Заслуженный мастер спорта России[19]
- Мастер спорта России международного класса
- Благодарность Президента Российской Федерации (30 июня 2009) — За большой вклад в победу национальной сборной команды России по хоккею на чемпионатах мира в 2008 и 2009 годах[20]